# Ґрати

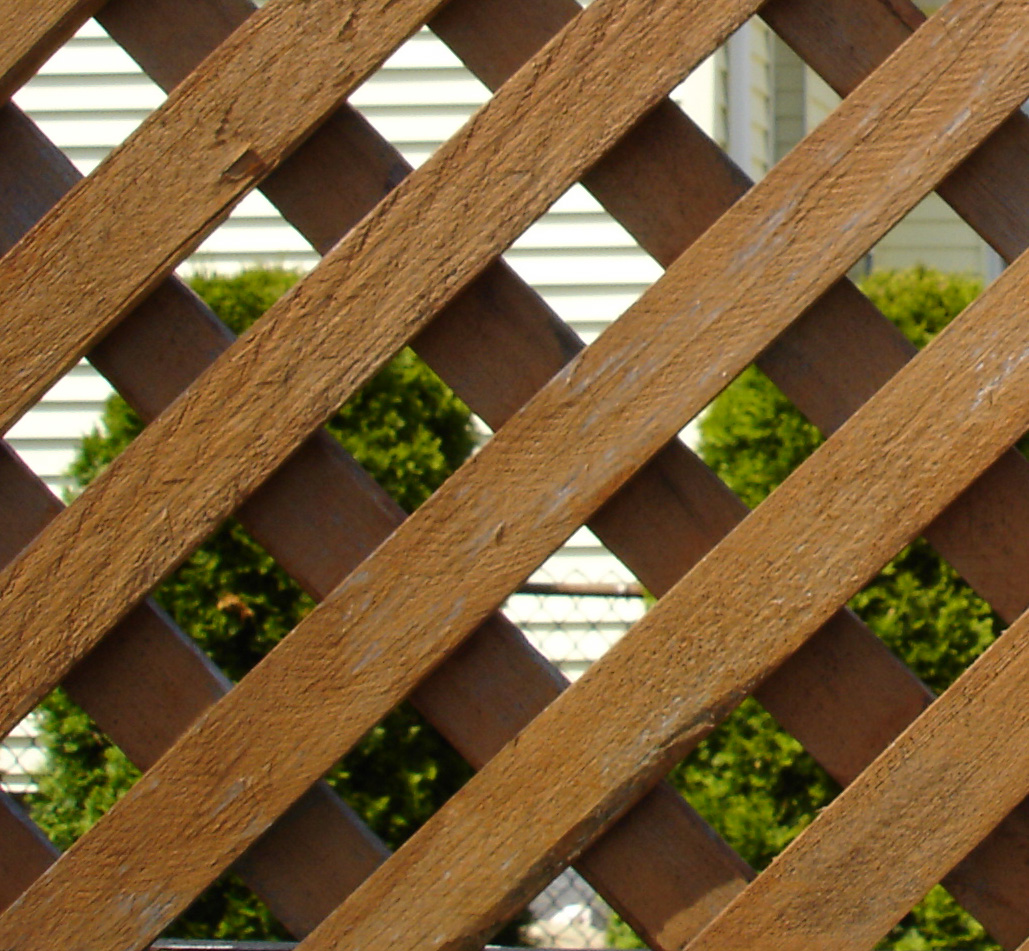
Дерев'яні ґрати

Ґра́ти (від пол. kraty), або реші́тка — перехресно розташовані металеві або дерев'яні прути, планки, штаби. Зазвичай їх використовують як перешкода потраплянню кудись та звідкись людей, звірів або для захисту від сторонніх предметів чи тіл. Окремі види ґрат можуть виконувати деякі інші функції, а також уживатися як прикраса.
Різновидами ґрат є трельяжі (дерев'яні або металеві ґратчасті стінки для рослин), штахети (вид дерев'яної загорожі), грильяж (декоративні дерев'яні ґрати), ажурні ширми, грохоти й колосники (колосникова решітка).

## Походження слова
Слово ґрати походить, ймовірно, від пол. kraty (множина від krata). До польської мови, у свою чергу, слово запозичене із староіталійської, де воно писалось як crata. Староіталійське слово походить від лат. cratis («плетінка»).
Решітка є похідним від «решето» (прасл. *rešeto), відомого всім слов'янським мовам. Етимологія слова «решето» остаточно не з'ясована, можливе, походить від прасл. *rěcha («дірка, проріха») — слова з того ж кореня, що й «рідкий» (*rědъkъ). Рішення (з лат. відрізувати,  decidere, де de - від, caedere - різати, від латинського кореня запозичення цідити). Споріднені слова решітка і решта.
Також припускають походження від дієслова рішити (яке колись значило «в'язати»), тобто «зв'язане, сплетене». У цьому разі воно споріднене з латис. rekšis («плетінка, решето») і лит. règzti («зв'язувати, плести»).

## Історія
Як свідчить етимологія слів «ґрати» і «решітка», перші решітки (ґрати) були дерев'яними й являли собою плетений пліт із пруття, який використовувався для побудови примітивних осель. Пізніше їх стали виробляти зі заліза та інших металів. Уживати металеві ґрати в архітектурі почали, певно тоді, як з'явилося кам'яне будівництво. Важко уявити собі середньовічні замки без герс на воротах. У теперішній час ґрати широко застосовуються — для безпеки майна (решітки на вікнах та перед дверима в квартирах, приватних будинках, установах), для перешкоджання втечі злочинців (решітки на вікнах та двері-ґрати у поліцейських дільницях, місцях позбавлення волі), а також для багатьох інших цілей, у тому числі для декоративного оздоблення будов та споруд.

## Види
- Антенна ґратка
- Вібраційна решітка
- Газонна решітка
- Герса — опускна решітка на воротах середньовічних замків.
- Гриль
- Дифракційна ґратка
- Жалюзі
- Колосникова решітка — деталь топки у промислових печах та опалювальних приладах.
- Колосникова решітка грохота — решітка, яку використовують для відсіювання різнокаліберних матеріалів.
- Машрабія
- Решітка бетонного жолоба дренажної системи
- Решітковий настил
- Трельяж
- Штахети

## Символізм

### Загальна символіка
З давніх часів ґрати були найбільш яскравим символом неволі, тюремного ув'язення.

### У писанкарстві
На писанках символи «решето», за давніми повір'ями, мають силу оберега від злих духів, відокремлюють добро від зла. Сіткою дуже часто заповнені окремі елементи на писанках — кола, квадрати, трикутники.

### У християнстві
Решітка представлена також у християнській символіці. Гридирон (ґрати для тортур вогнем) — атрибут Св. Лаврентія, рідше Св. Вікентія Сарагоського. Опускна решітка (герса) — символ надійності та безпеки. У моральному смислі може означати доброчесну та спрямовану на добре діло рішучість, якою слід обзавестися доброму християнинові, щоб запобігти проникненню найпідступнішого та найнебеспечнішого неприятеля.

### У геральдиці
Сітка (решітка) — тонкі лінії відмінного від тла кольору у вигляді діагональної сітки. Може бути як прямою, так і косою, часто зображується плетеною, коли показується переплетіння окремих ниток.

### У хіромантії
У хіромантії решітка на буграх відзначає ті перешкоди, які виникають через якості самої людини. На бугрі Юпітера це зарозумілисть та гордість, на бугрі Сатурна — меланхолія та хворобливість, на бугрі Сонця — марнославство, вередливість, прагнення відомості, на бугрі Меркурія — нестабільність та безпринципність, на бугрі Венери — непостійність у коханні.

### Інше
- Зображення решітки із шістьох брусів було у 1927—1941 роках емблемою румунської Залізної гвардії.
- Китайський ієрогліф, який нагадує решітку з чотирьох ліній, значить «джерело», «криниця», «шахта», «колодязь».

## Мовні звороти
- Садити за ґрати — садити у в'язницю, ув'язнювати.
- Сидіти за ґратами (бути за ґратами) — сидіти у в'язниці.

## Галерея

Різномаїття ґрат
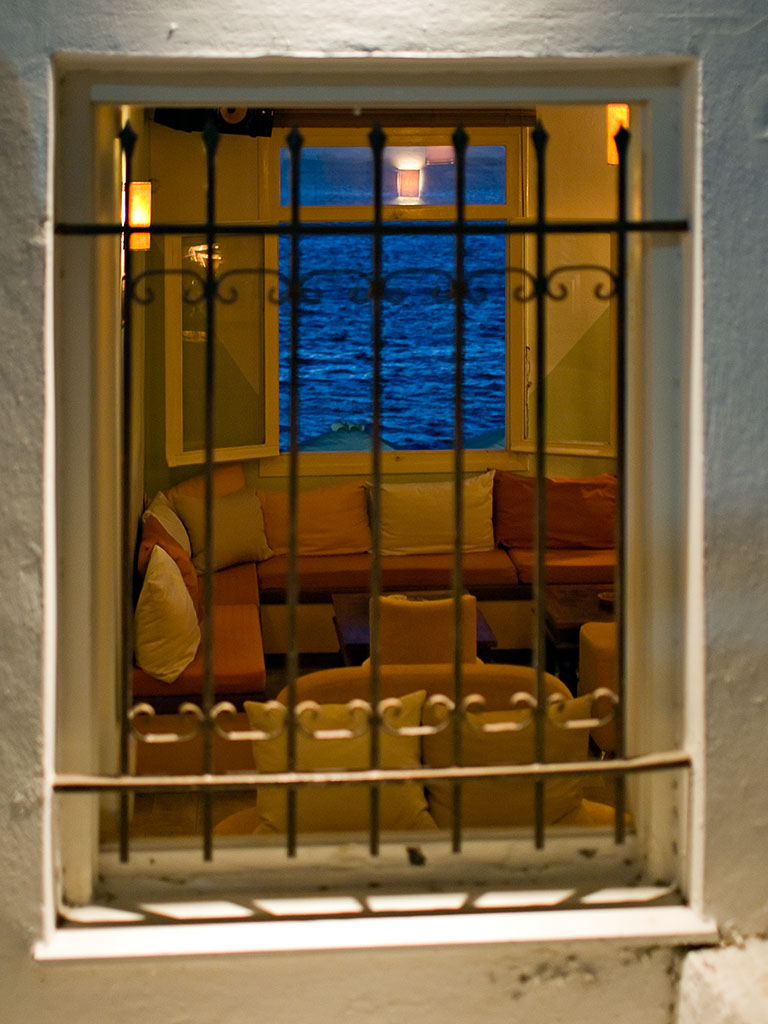
Заґратоване вікно бара
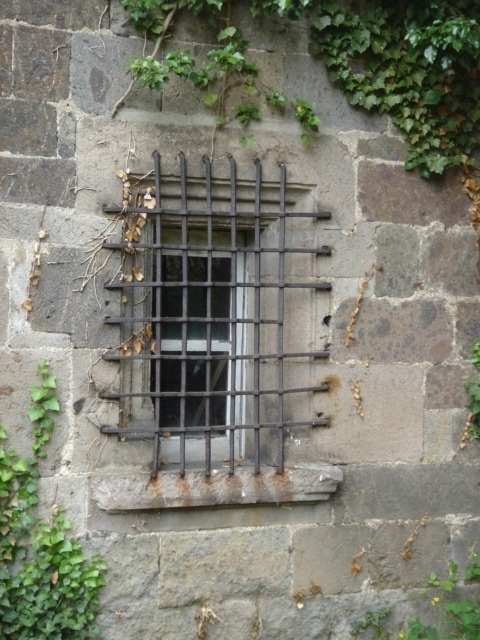
Вікно у замку Мессак (департамент Канталь, Франція)
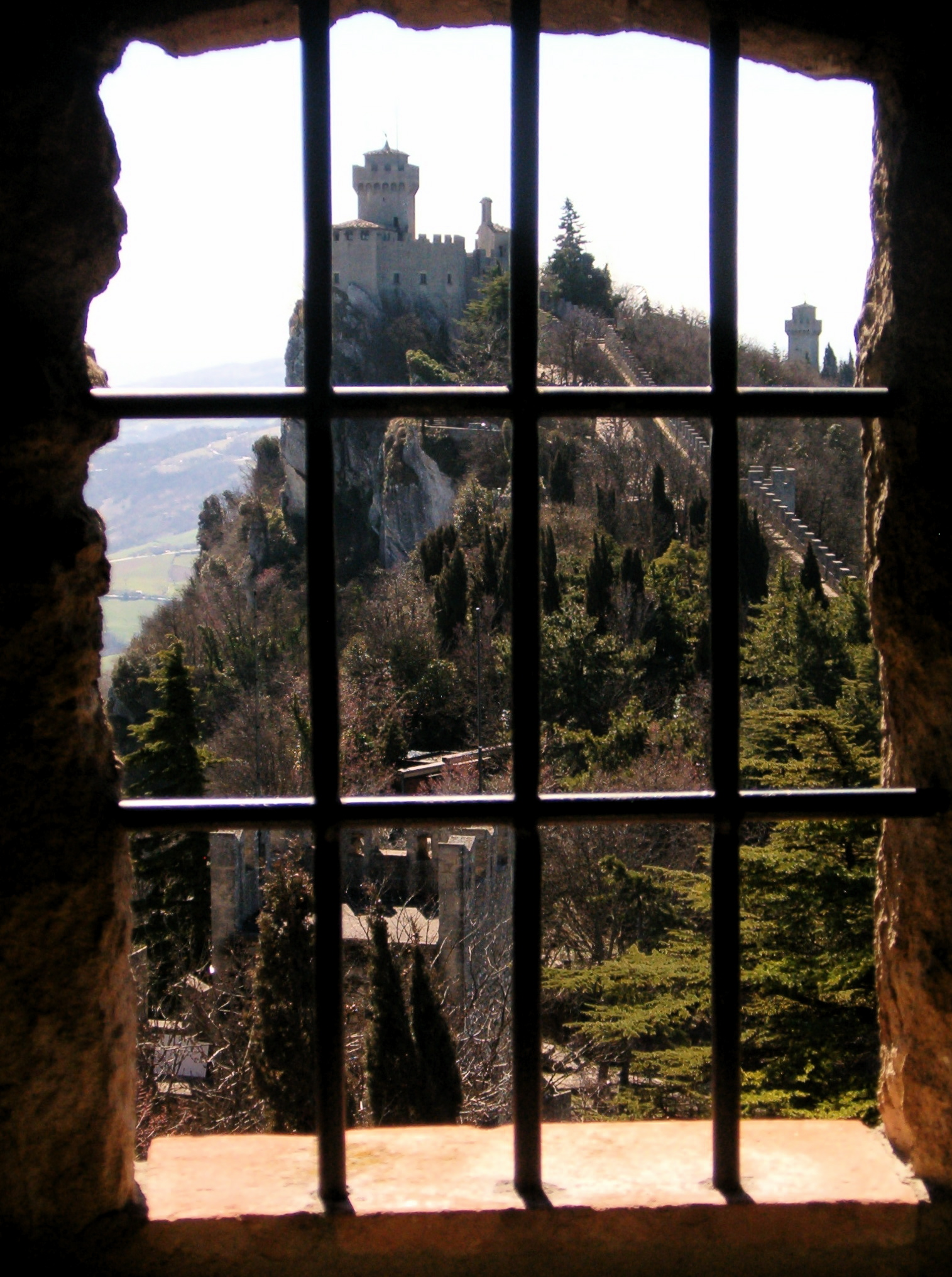
Вікно у Сан-Марино
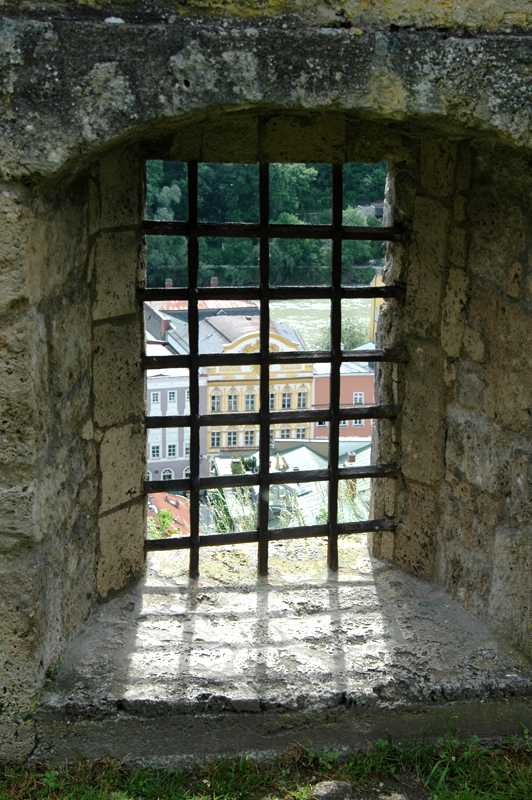
Вікно «Відьминої башти» у замку Бурґгаузен (Німеччина)
Художні ґрати у Тбілісі (Грузія)
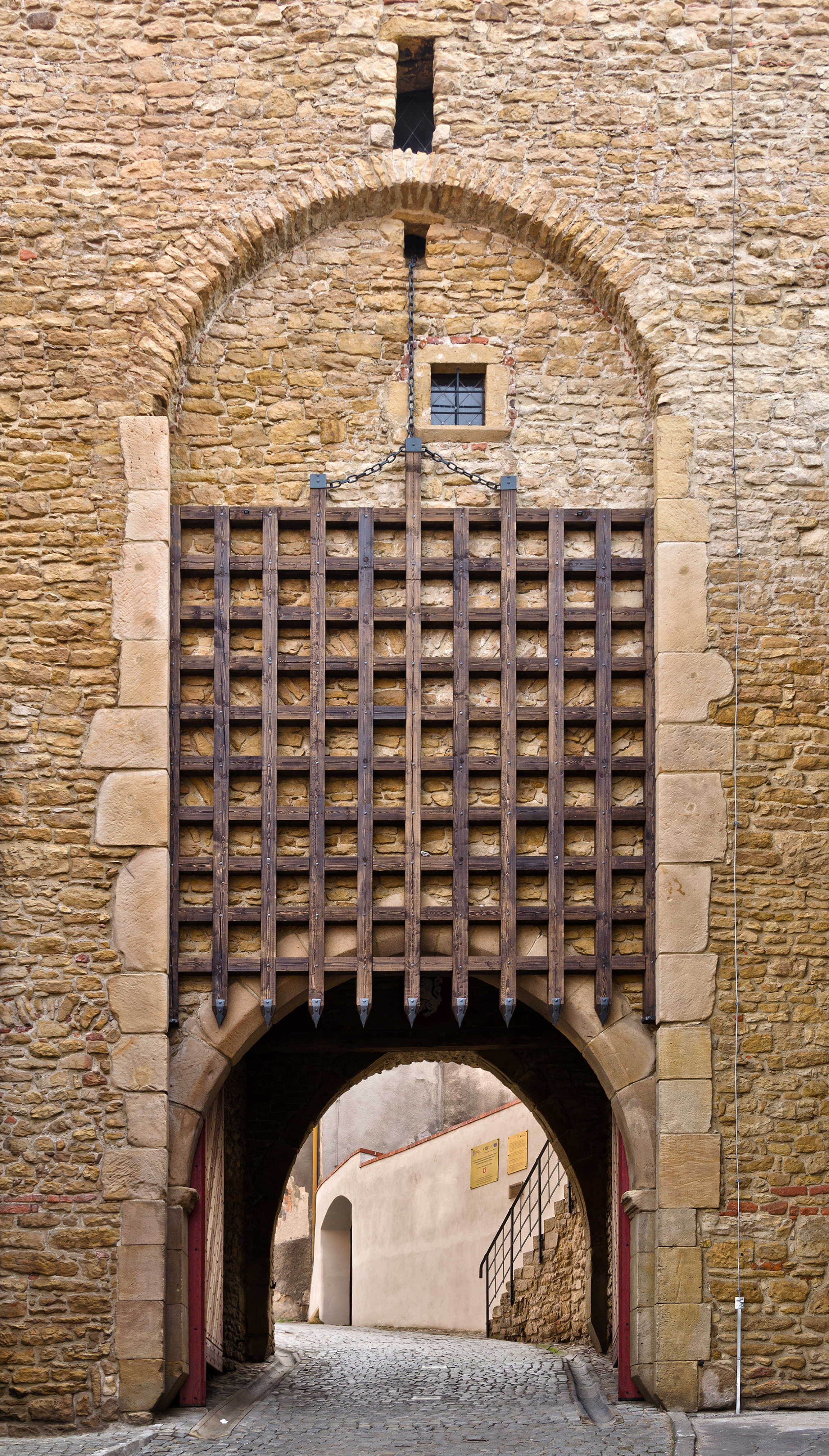
Герса «Водної брами» у Бистшиці-Клодзькій (Чехія)
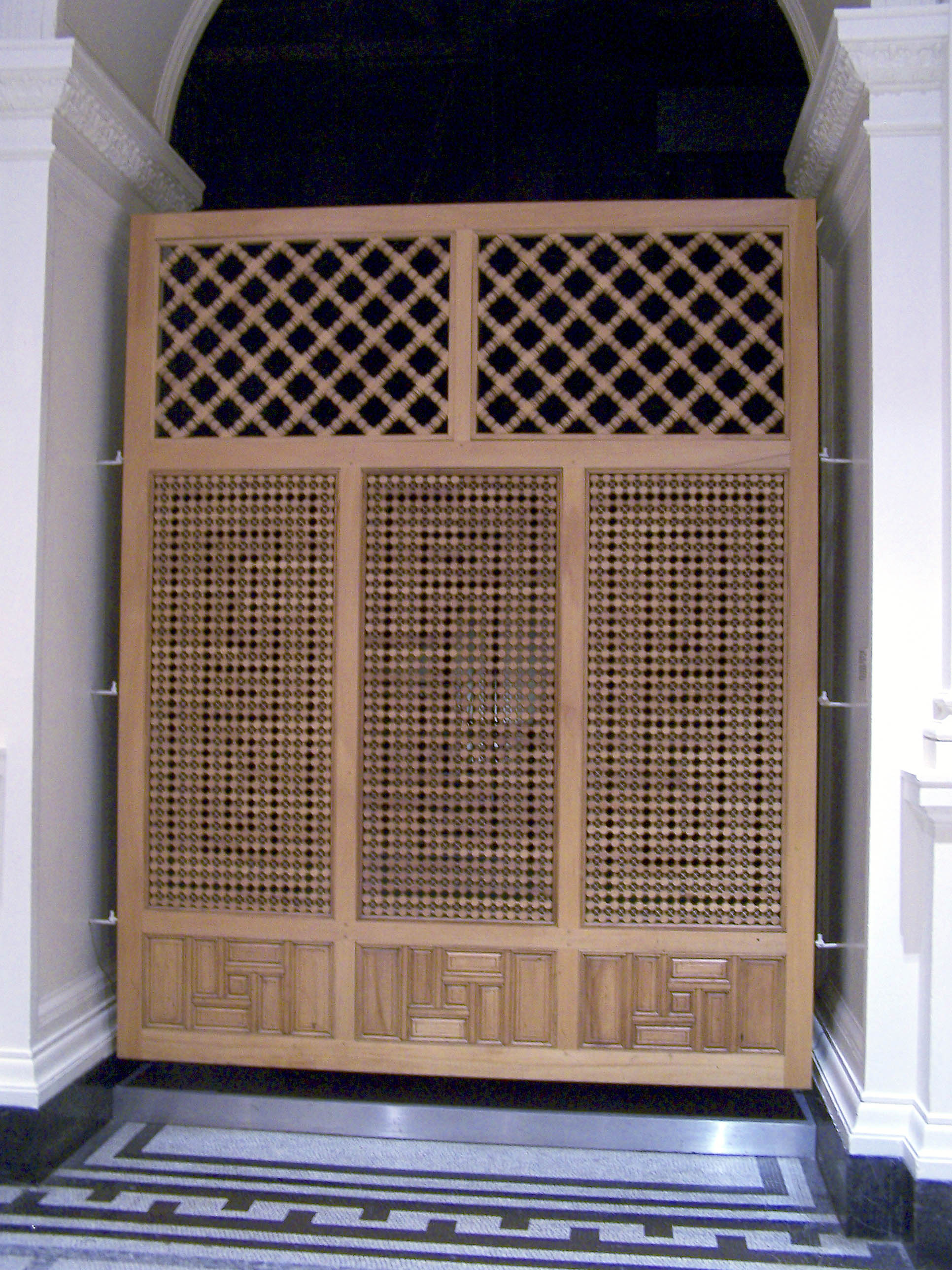
Ширма «Машрабія», Британський музей
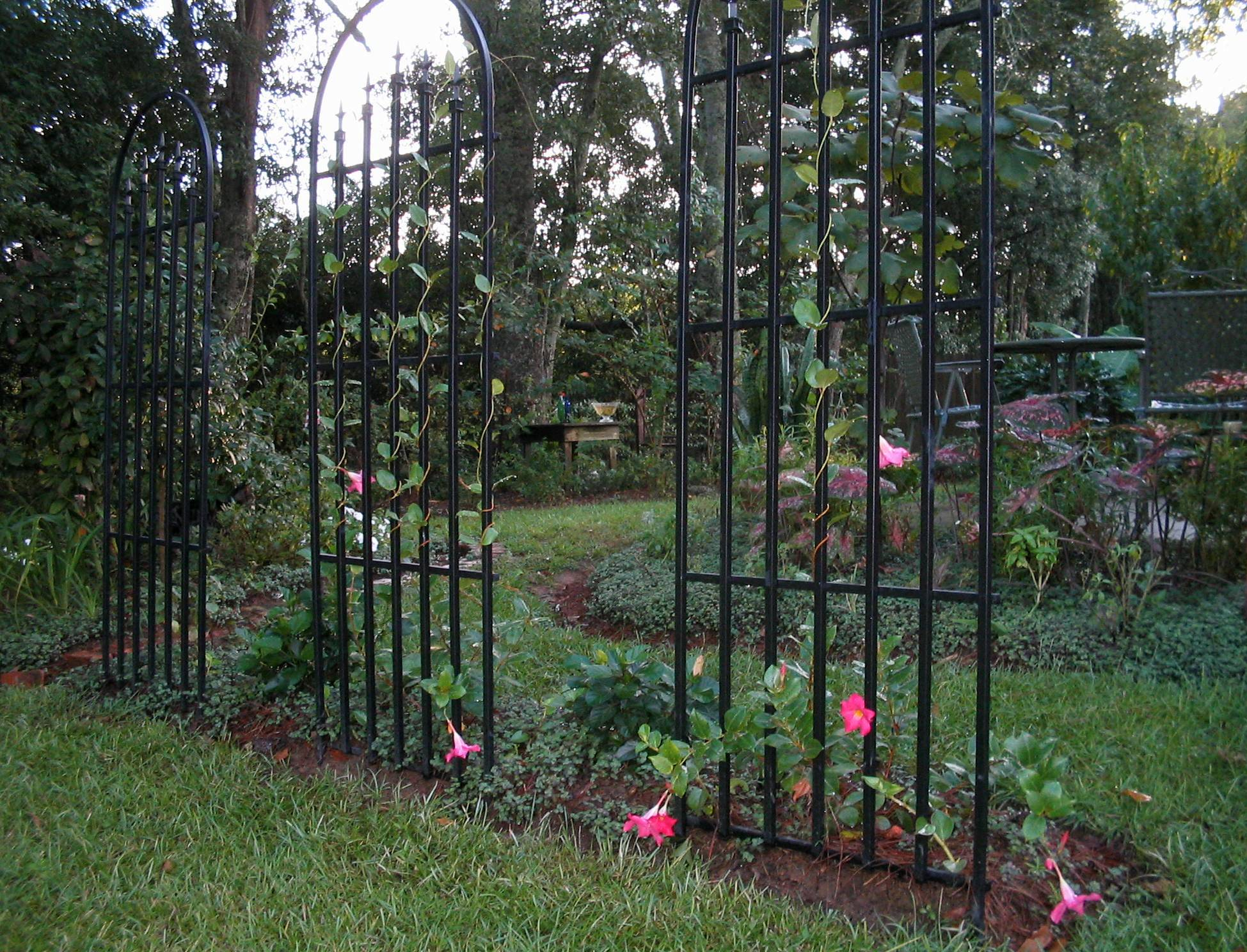
Квітковий трельяж
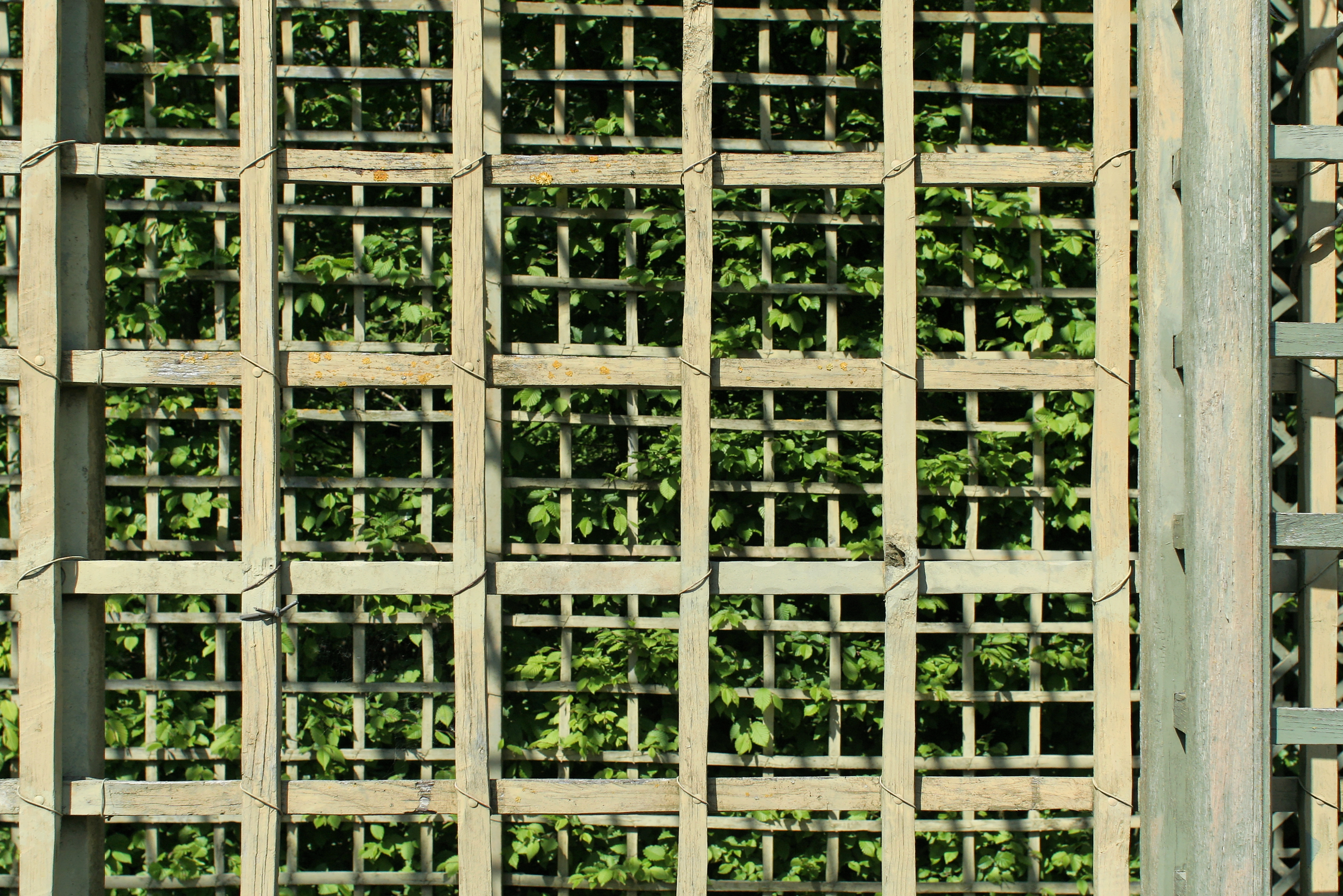
Трельяж у Версальському парку
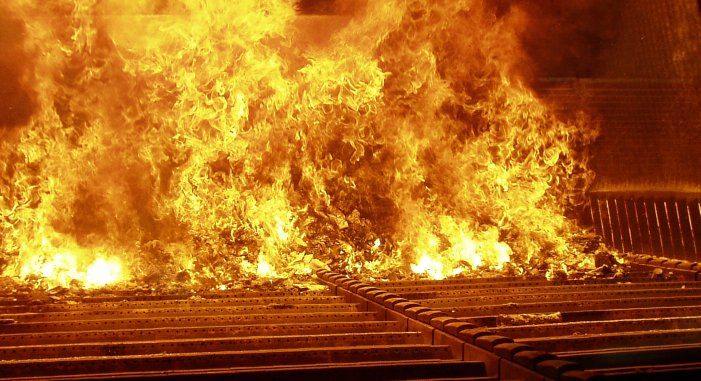
Колосникова решітка з паливом, що горить
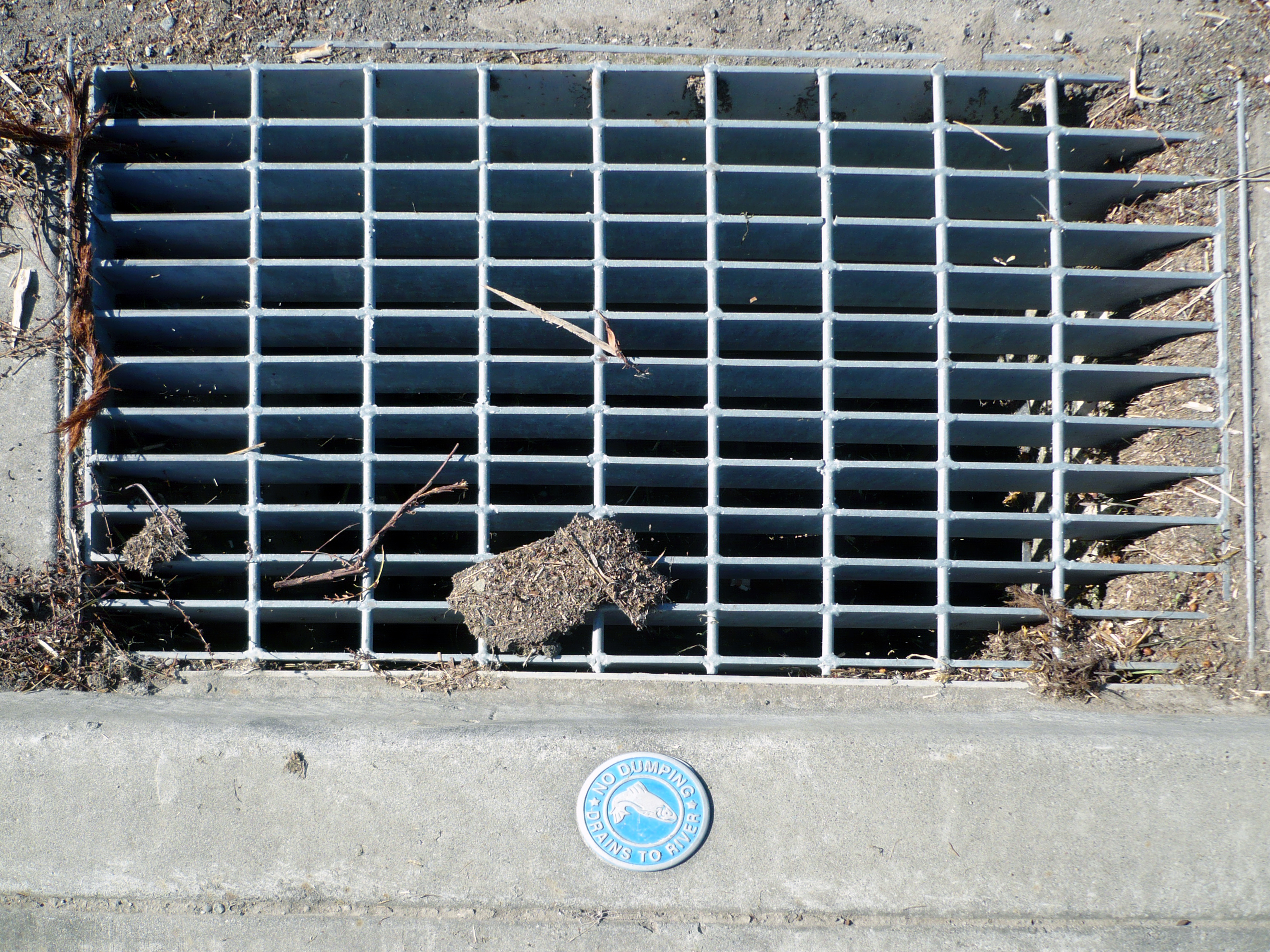
Стічна решітка
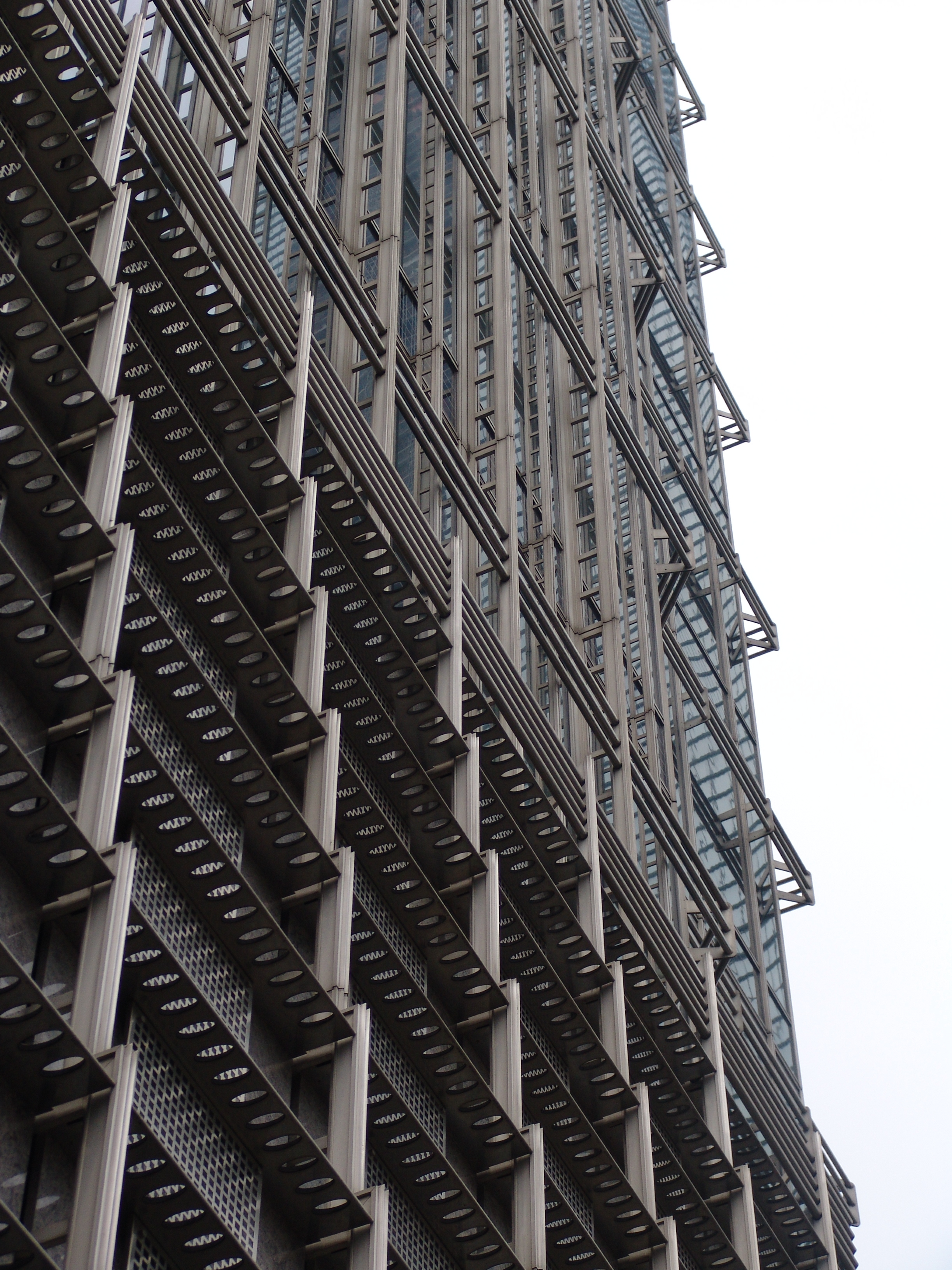
Ґрати із алюмінієвих труб на хмарочосі Цзінь Мао